# Aralık
Aralık (kurdsky Başan, ázerbájdžánsky Aralıq, arménsky Արալիխ, Aralikh, rusky Аралык) je město a distrikt v Turecku, v provincii Iğdır , v oblasti Východní Anatolie, v blízkosti hranic s Arménii, Ázerbájdžánem a Íránem. V distriktu Aralık se nachází nejvyšší hora Turecka, Ararat.
Ve městě žijí hlavně Ázerbájdžánci, ale okolí města je převážně kurdské.